# Bordes-Uchentein
Bordes-Uchentein is een gemeente in het Franse departement Ariège in de regio Occitanie. De plaats maakt deel uit van het arrondissement Saint-Girons. Bordes-Uchentein is op 1 januari 2017 ontstaan door de fusie van de gemeenten Les Bordes-sur-Lez en Uchentein. De gemeente telde 216 inwoners op 1 januari 2022. Het plaatsje kwam in 2023 in het nieuws toen de Franse generaal Jean-Louis Georgelin er overleed bij een val tijdens een bergtocht. Jean-Louis Georgelin genoot toen nationale en internationale bekendheid als leidinggevend coördinator van  de restauratie van de in 2019 door brand geteisterde Notre-Dame van Parijs.

## Geografie
De oppervlakte van Bordes-Uchentein bedroeg op 1 januari 2022 54,48 vierkante kilometer; de bevolkingsdichtheid was toen 4 inwoners per km².

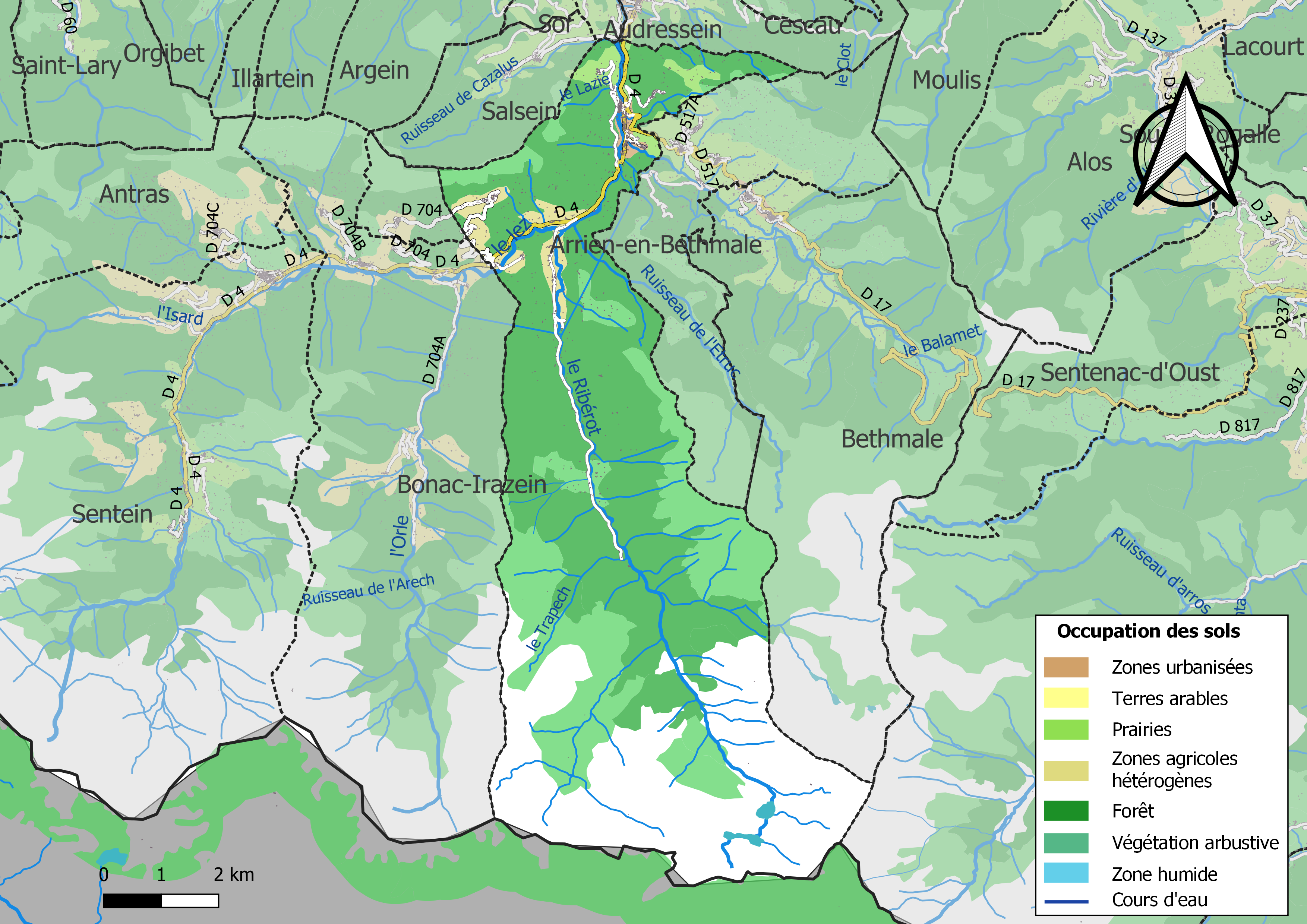
Kaart van de gemeente met belangrijkste infrastructuur, bodemgebruik en omliggende gemeenten

Antras · Argein · Arrien-en-Bethmale · Arrout · Aucazein · Audressein · Augirein · Balacet · Balaguères · Bethmale · Bonac-Irazein · Bordes-Uchentein · Buzan · Castillon-en-Couserans · Cescau · Engomer · Eycheil · Galey · Illartein · Montégut-en-Couserans · Moulis · Orgibet · Saint-Girons · Saint-Jean-du-Castillonnais · Saint-Lary · Salsein · Sentein · Sor · Villeneuve